# Petliakov Pe-8
Le Petliakov Pe-8 (ANT-42, également TB-7) est un bombardier lourd quadrimoteur soviétique conçu en 1934 par le bureau de conception de V. M. Petliakov dirigé par A. N. Tupolev. La première unité vit le jour en automne 1936, effectua son premier vol le 27 décembre de cette même année. Les essais réalisés révélèrent qu'à des altitudes élevées le Pe-8 surpassait tous les bombardiers lourds connus en vitesse, et que ses performances de vol correspondaient à celles des meilleurs chasseurs de l'époque.
Le premier prototype fut appelé « TB-7 » et ce n'est qu'en 1941 ou 1942 que, Vladimir Petliakov prenant la direction du projet, l'on décida d'appeler le bombardier « Petliakov Pe-8 ». « ANT-42 » était la désignation interne du bureau d'études, en référence à Andreï Nikolaïevitch Tupolev.
Cependant, l'un des défauts du bombardier résidait dans l'installation d'origine des moteurs AM-34FRN qui ne parvenaient pas à fournir une puissance suffisante. C'est la raison pour laquelle l'appareil fut équipé dès 1940 de moteurs AM-35A avec lesquels il fut produit en série. Au cours de la production en série, les dimensions et la conception de l'appareil ne subirent pratiquement aucun changement, à l'exception de l'installation de différents types de moteurs et de modifications dans l'armement. La production dura jusqu'en 1944.
Au total, 93 appareils furent produits.

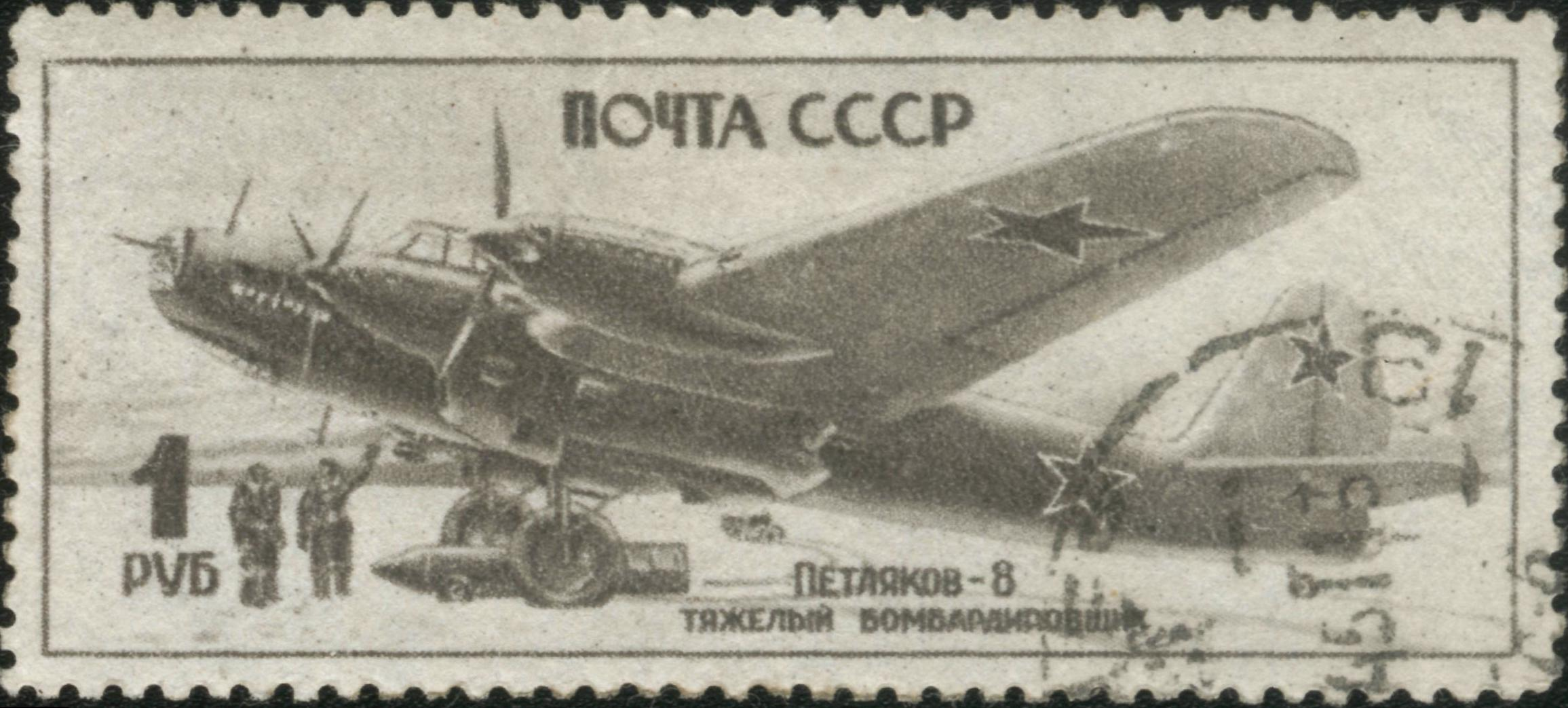
Timbre soviétique de 1945 représentant un Petliakov Pe-8.

Le Pe-8 fut utilisé durant la Seconde Guerre mondiale. Ce fut le seul quadrimoteur soviétique construit pendant le conflit. Les Pe-8 effectuèrent dès juillet 1941 des attaques sur l'Allemagne et bombardèrent Berlin pendant la nuit du 10 au 11 août 1941. Ce bombardement, qui n'eut que très peu d'effet, avait un but de propagande plutôt que strictement militaire.
Sur les 91 appareils de série, 53 ont été perdus, au combat ou par accident, entre 1940 et août 1944. Les appareils restants furent retirés des actions de première ligne en 1944 devant l'amélioration de la chasse de nuit allemande. Ils furent notamment exploités comme avions de transport par Aeroflot dans les années qui suivirent et furent entièrement retirés au début des années 1950.
Le Pe-8 avait comme avantages son long rayon d'action, son important armement défensif et un blindage protégeant l'équipage, ainsi que sa capacité d'emporter une importante charge de bombes. Par contre, il a souffert de son fuselage très compliqué, ainsi que d'une hauteur des ailes insuffisante.